# Wüstite

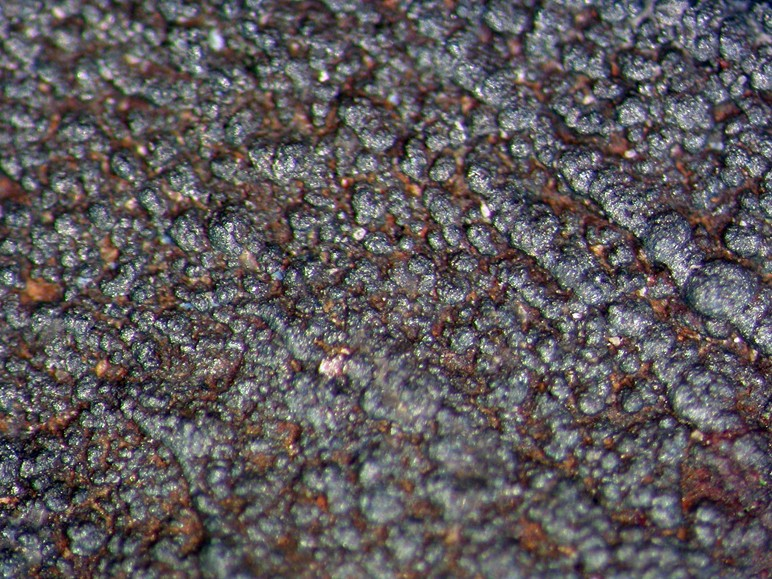
Wüsita.

A wüstite ou wüsita é um mineral da classe dos óxidos, que pertence ao grupo da periclase. Nome outorgado em honra de Ewald Wüst (1875-1934), geólogo e paleontólogo da Universidade de Kiel (Alemanha), o primeiro a sintetizar o composto.

## Classificação
A wüstite encontra-se classificada no grupo 4.AB.25 segundo a classificação de Nickel-Strunz (4 para óxidos (hidróxidos, V [5,6] vanadatos, arsenites, antimónidos, bismutites, sulfitos, selenites, telurites, iodates); A para Metal: Oxigénio= 2:1 e 1:1 e B para M:O = 1:1 (e inclusive 1:1,25); o número 25 corresponde à posição do mineral dentro do grupo). Na classificação de Dana o mineral encontra-se no grupo 4.2.1.6 (4 para óxidos simples e 2 para AX; 1 e 6 correspondem à posição do mineral dentro do grupo).

## Características
A wüstite é um óxido de fórmula química FeO. Cristaliza no sistema isométrico. A sua dureza à escada de Mohs é de 5 a 5,5. Tem cor preta e de brilho metálico.

## Formação e local
Foi descrito na América do Norte, Europa, África, Ásia, Austrália e na Antárctida.